# Tomáš Galis
Tomáš Galis (* 22. prosince 1950 Selice) je slovenský římskokatolický duchovní, od roku 2008 první biskup nově vzniklé žilinské diecéze. V letech 1999–2008 působil jako pomocný biskup banskobystrické diecéze.